# كيني ستيفنسون
كيني ستيفنسون (بالإنجليزية: Kenny Stephenson)‏ هو مصارع هاوي بريطاني، ولد في 12 يونيو 1938 في بري ‏ في المملكة المتحدة.

## وصلات خارجية
- كيني ستيفنسون على موقع قاعدة بيانات المصارعة الدولية (الإنجليزية)
- كيني ستيفنسون على موقع أوليمبيديا (الإنجليزية)